# Mesoclemmys
Genre
Synonymes
- Batrachemys Stejneger, 1909
- Bufocephala McCord, Mehdi & Lamar, 2001
- Ranacephala McCord, Mehdi & Lamar, 2001

Mesoclemmys est un genre de tortue de la famille des Chelidae.

## Répartition
Les 10 espèces de ce genre se rencontrent en Amérique du Sud.

## Liste des espèces
Selon TFTSG (23 mai 2011) :
- Mesoclemmys dahli (Zangerl & Medem, 1958)
- Mesoclemmys gibba (Schweigger, 1812)
- Mesoclemmys heliostemma (McCord, Joseph-Ouni & Lamar, 2001)
- Mesoclemmys hogei (Mertens, 1967)
- Mesoclemmys nasuta (Schweigger, 1812)
- Mesoclemmys perplexa Bour & Zaher, 2005
- Mesoclemmys raniceps (Gray, 1856)
- Mesoclemmys tuberculata (Luederwaldt, 1926)
- Mesoclemmys vanderhaegei (Bour, 1973)
- Mesoclemmys zuliae (Pritchard & Trebbau, 1984)

## Publication originale
- Gray, 1873 : Notes on tortoises. Annals and Magazine of Natural History, ser. 4, vol. 11, p. 143-149 (texte intégral).